# هل تفضل
هل تفضل (بالإنجليزية: Would You Rather)‏ هو فيلم رعب إثارة نفسي أمريكي من إخراج ديفيد غاي ليفي وبطولة بريتاني سنو، جيفري كومبس، أنور ججوكاج، تشارلي هوفهايمر، ساشا جراي وجون هيرد، صدر الفيلم في الولايات المتحدة في 8 فبراير 2013.

## روابط خارجية
- هل تفضل على موقع IMDb (الإنجليزية)
- هل تفضل على موقع ميتاكريتيك (الإنجليزية)
- هل تفضل على موقع روتن توميتوز (الإنجليزية)
- هل تفضل على موقع نتفليكس (الإنجليزية)
- هل تفضل على موقع ألو سيني (الفرنسية)
- هل تفضل على موقع أول موفي (الإنجليزية)
- هل تفضل على موقع قاعدة بيانات الفيلم (الإنجليزية)
- هل تفضل على موقع ليتربوكسد (الإنجليزية)
- هل تفضل على موقع كينوبويسك (الروسية)